# Alexandra Shiryayeva
Alexandra Mikhailovna (Shiryayeva) Moiseeva  (em russo:Александра Михайловна (Ширяева) Моисеева) (São Petersburgo, 9 de fevereiro de 1983) é um jogadora de vôlei de praia russa.

## Carreira
Iniciou no voleibol pelo TTU São Petersburgo em 1998 e permaneceu até 2002.No ano de 2003 em Saint-Quay-Portrieux disputou ao lado de Anna Morozova o Campeonato Mundial de Vôlei de Praia Sub-21 e conquistaram a medalha de ouro.
Em 2006 ao lado de Natalya Uryadova conquistou a medalha de ouro na edição do Campeonato Europeu realizado em Haia, Fase Final do circuito (Finals CEV) e com esta disputou os Jogos Olímpicos de Verão de 2008, estes realizados em Pequim, ocasião que finalizaram na décima nona posição.
Foi campeã do Circuito Russo de Vôlei de Praia nos anos de 2005, 2006, 2014 e 2015, vice-campeã nos anos de 2004, 2007, 2008 e 2018, ainda terceira colocada nos anos de 2003 e 2012, ainda foi campeã da Copa da Rússia de 2005 e 2015.

## Títulos e resultados
- Circuito Russo de Vôlei de Praia:2005,2006,2014 e 2015
- Copa da Rússia de Vôlei de Praia:2005 e 2015
- Circuito Russo de Vôlei de Praia:2004,2007,2008 e 2018
- Circuito Russo de Vôlei de Praia:2003 e 2012